# Oscar Wilde síremléke
Oscar Wilde síremléke a Père-Lachaise temetőben áll. Az íróra emlékeztető húsztonnás mészkő tömböt 1914-ben avatták fel.

## Története
Jacob Epstein szobrász 1908-ban kapott megbízást a sírkő elkészítésére. Epstein egy meztelen, szárnyas alakot faragott a kőbe, amelyhez egy I. e. 9. századi, a British Museumban látott asszír emberfejűbika-szobor adta az inspirációt. Epstein ezzel Wilde-nak a közel-keleti és egyiptomi művészet iránti közismert érdeklődésére és talán A szfinx című költeményére reflektált. A hatalmas követ 1912-ben szállították át az Egyesült Királyságból Franciaországba. Epsteinnek 120 font importadót kellett fizetnie, mert a hatóságok nem ismerték el művészeti alkotásnak a sírkövet. Az összeg megfelelt a kő értékének.
A Père-Lachaise temetőben felállított sírkövet ezután ponyvával kellett leborítani a párizsi hatóságok utasítására, mert nem engedték a meztelen férfi testet közzétenni. Idővel az alak heregolyóit gipsszel tapasztották le, mert a hivatalnokok szokatlanul nagynak találták a testrészeket. Az emlékművet ezután rendőri őrizte, miközben Epstein dolgozott rajta. A heregolyókat végül egy pillangó formájú bronztáblával takarták el. A ponyvákat 1914-ben távolították el. A szobrot Aleister Crowley költő leplezte le.
1961-ben egy ismeretlen elkövető letörte a heregolyókat, amelyeket állítólag a temető igazgatója papírnehezékként használt később. A kőből faragott testrészek mai hollétéről nem tudni.

## Csóknyomok a síremléken
Oscar Wilde sírját sok rajongója kereste fel, akik leveleket, virágokat vittek a költő nyughelyéhez. Az 1990-es évek végén valaki rúzsos csóknyomot hagyott a fehér kövön, és az évek alatt sok követője akadt. A temető vezetése nagy összegű büntetést helyezett kilátásba, hogy elriassza a síremlék megcsókolásától a rajongókat, de nem járt sikerrel. 2011-ben üvegkerítéssel vették körbe a sírkövet.